# Peter Hacks
Pour les articles homonymes, voir Hacks.

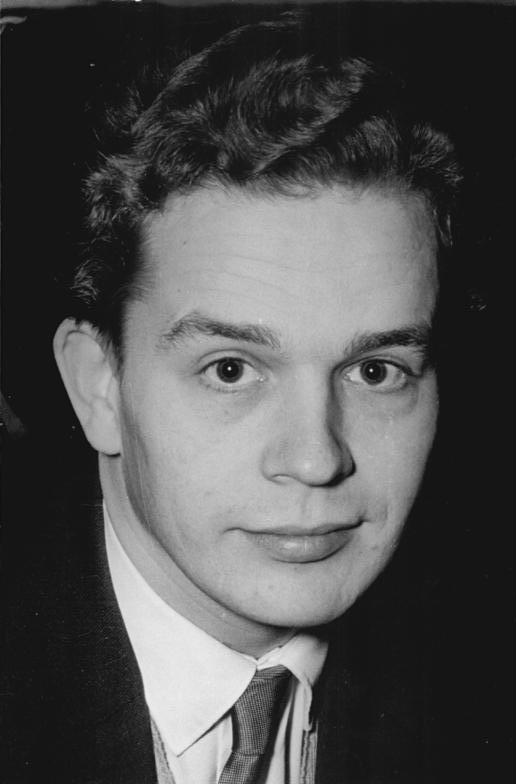
Peter Hacks en 1956

Peter Hacks, né le 21 mars 1928 à Breslau et mort le 28 août 2003 près de Groß Machnow, dans le Land de Brandebourg), est un écrivain allemand (œuvres dramatiques et lyriques, nouvelles, essais).

## Sa vie
Hacks passe son enfance et sa jeunesse jusqu'en 1944 à Breslau, où son père exerce le métier d'avocat. Même après 1933, sa famille reste antifasciste et socialiste. En 1946, il passe son baccalauréat à Wuppertal et fait ensuite ses études supérieures en sciences humaines à l'université de Munich. En 1951, il obtient son doctorat sur le Théâtre du Biedermeier (l'époque de restauration en Allemagne, 1815-1848). De 1951 à 1955 il vit en tant qu'écrivain indépendant à Munich. En 1954, sa première pièce de théâtre, Les débuts de l'époque indienne, est couronnée par un prix renommé à l'époque[Lequel ?].
En 1955 il se marie avec la femme de lettres Anna Elisabeth Wiede (1928-2009) et s'installe en RDA. Il y travaille d'abord pour le théâtre du Berliner Ensemble de Bertolt Brecht. À partir de 1960, Hacks est dramaturge au Deutsches Theater Berlin (RDA) où quelques-unes de ses pièces sont représentées, en partie dans une mise en scène de Benno Besson. Lorsqu'en 1962, la mise en scène de Die Sorgen und die Macht suscite la critique de certains cadres de la SED (le parti dirigeant), Hacks renonce à son poste au Deutsche Theater l'année suivante et vit désormais comme écrivain indépendant. En même temps sa comédie La Paix (d'après Aristophane) lui apporte un succès extraordinaire. Avec La Belle Hélène (1964, d'après Meilhac et Halévy, musique d'Offenbach), Amphitryon (1967), Adam und Eva (1972) et Das Jahrmarktsfest zu Plundersweilern (1973, d'après Goethe) suivent de grands succès sur les scènes de la RDA ainsi que de la RFA. Sa pièce Conversation chez les Stein sur Monsieur de Goethe absent (1974) sera un succès mondial. Jusqu'à ce jour, elle a été mise en scène 190 fois dans les pays de langue allemande et dans 21 pays étrangers.
Les rapports de la RDA avec Hacks resteront ambigus. Nombre de cadres politiques ainsi que de collègues le considèrent comme un poète « bourgeois », voire « aristocrate ». En même temps il jouit d'une reconnaissance de plus en plus grande. En 1964, il est élu membre du PEN de RDA, en 1972 de l'Akademie der Künste(RDA), en 1974 il reçoit le Nationalpreis de 2e classe, et trois ans plus tard celui de 1re classe. En 1976, Hacks prend publiquement parti pour l'expatriation du chansonnier Wolf Biermann, qui appartient à l'opposition plus ou moins clandestine de la RDA. À partir de là, Hacks est sévèrement attaqué et boycotté par un grand nombre de personnes du monde de la culture à l'ouest et progressivement aussi à l'est. La fin de la RDA n'est pas l'occasion pour Hacks d'abandonner ses convictions communistes.
En 1991, il se retire de l'Akademie der Künste où règne alors un esprit anti-RDA et il refuse désormais de participer à la vie culturelle de l'Allemagne réunifiée, sans s'arrêter d'écrire. La publication de ses essais, de ses poèmes et de ses dernières œuvres dramatiques suscite une attention soutenue, en particulier l'édition remarquable de ses œuvres complètes en 2003. Hacks meurt la même année dans sa maison de campagne à Groß Machnow.

## Influence
Dès le début de l'apparition de Hacks en public, on observe une controverse accentuée entre partisans enthousiastes et une critique acerbe, pleine d'animosité. Nombre de ses contemporains constatent avec une certaine hargne son succès auprès du public et la qualité de son art, ainsi que l'assurance avec laquelle il réclame sa place d'artiste dans le monde et la ténacité avec laquelle il maintient ses décisions. S'ajoute à cela son refus de plus en plus accentué de l'époque et de l'art modernes, auxquels il oppose une esthétique nourrie de classicisme. Ses jugements à propos de ses contemporains ne manquent pas de sel, bien au contraire.

## Son esthétique
Au début des années 1960, Hacks se détache de l'influence de l'esthétique brechtienne en se tournant vers le classicisme. Il est désormais de l'avis que fond et forme sont en étroite symbiose, l'un ne pouvant exister sans l'autre. Ses opinions ont comme conséquence le refus de toute utilisation de l'art à des fins politiques ou scientifiques directes.
Hacks rejette énergiquement toute forme de romantisme dont il voit les racines dans l'incapacité d'une compréhension politique, dans un raisonnement irrationnel ainsi que dans l'absence ou bien une négation de dons esthétiques. L'art moderne, selon lui, est une continuation du romantisme. Le déclin des techniques de l'écriture poétique, le refus du respect des genres et de l'œuvre bien faite, le manque de respect du public qui a droit à un divertissement de qualité témoignent, aux yeux de Hacks, de l'esprit d'une époque barbare.

## Sa conception du monde
L'adhésion inconditionnelle à la raison est la base de la vision du monde de Hacks. Toute réflexion théorique doit aboutir à une théorie capable d'élargir la pensée humaine. Il refuse le positivisme. Dès le début des années 1950, Hacks adopte la pensée marxiste. En s'installant en RDA, il adhère également et clairement au socialisme existant. Il reste cependant durant toute sa vie un penseur indépendant.

## Son œuvre
La création dramatique est le centre de son œuvre. Il écrit surtout des comédies, parfois des drames et une seule tragédie. Ses pièces sont caractérisées par une grâce légère, par un esprit plein d'humour et une richesse d'idées, par une élégance de la langue ainsi qu'un montage habile de l'action. À la différence de Bertolt Brecht, Hacks ne tient pas à vouloir démontrer la prédominance de nécessités sociales qui agitent les personnages, si bien qu'il ne leur reste finalement rien d'autre que de se soumettre à cette nécessité. Hacks accorde au contraire un certain espace pour des décisions propres à ses personnages, sans pour autant construire un monde irréel, sans lois ni contraintes. Son art dramatique s'inspire avant tout du théâtre grec et de Shakespeare.
Hacks s'oriente relativement tard vers la poésie lyrique où il atteint également un haut
niveau. Son envie d'écrire des poèmes augmente parallèlement à son mécontentement croissant face à la réalité politique dans son pays. Il y a une certaine parenté de plusieurs de ses poèmes avec
celles de Heinrich Heine. Les poèmes de Hacks obéissent à un système métrique et sont souvent rimés.
La prose de Hacks consiste en grande partie en une littérature pour enfants. Son penchant enjoué, son imagination, ses dons dramatiques ainsi que sa facilité d'exprimer simplement ce qui est difficile l'ont orienté vers ce genre. En même temps il raconte ses histoires de telle façon qu'elles suscitent également l'intérêt des lecteurs adultes. Comme le reste de son œuvre, sa littérature pour enfants traite de thèmes universels et se distingue donc de sa prose pour adultes uniquement dans la forme. - Hacks a écrit cinq nouvelles pour adultes.
En 1962, il écrit avec son épouse Anna Elizabeth, sous le pseudonyme collectif Saul O'Hara, la pièce de théâtre policière Inspektor Campbells letzter Fall (renommée Heiraten ist immer ein Risiko l'année suivante), qui connaîtra un immense succès international, notamment en France sous le titre  Le noir te va si bien. après avoir été adaptée par Jean Marsan.
Les essais de Hacks sont tributaires de la tradition française: Ses textes ont été conçus en vue d'une lisibilité agréable, la langue ne manque pas de grâce, elle est fluide et concrète. En ce qui concerne le fond, par contre, les essais sont plus proches de la tradition allemande. Sa volonté à développer des thèmes difficiles de façon systématique ainsi que sa faculté de présenter ses théories de façon dialectique confèrent à ses essais un haut niveau philosophique.

## Sa postérité
Même après sa mort, Hacks fait partie des auteurs dramatiques les plus joués en Allemagne, mais, depuis la chute du mur de Berlin, surtout dans les petits théâtres et par les troupes ayant des rapports directs avec certains publics[Lesquels ?]. Chaque année, deux ou trois CD audio paraissent sur la base des travaux de Hacks. Des projets ambitieux de publication sont réalisés, il en va ainsi des protocoles des séminaires dirigés par lui à l'Akademie der Künste sous le titre de Berlinische Dramaturgie, ou bien d'une biographie, d'une encyclopédie, qui a comme objet de documenter et d'examiner de façon globale la pensée et l'œuvre de Hacks, en plus d'une publication complète de ses lettres ainsi que d'une édition des œuvres et écrits du jeune Hacks.
En septembre 2007 paraît le premier numéro de la revue ARGOS qui s'occupe exclusivement de la vie, de l'œuvre et de la postérité du poète.

## Hacks et la France
La France - son histoire et sa littérature – joue un rôle non négligeable dans l'œuvre de Hacks. Il a placé l'action de trois de ses pièces en France, à des moments charnière de son histoire. Un de ses essais les plus importants est consacré à Voltaire. Il y réhabilite les œuvres dramatiques de l'auteur français et y voit un plaidoyer pour l'absolutisme malheureusement en déclin. - C'est en effet dans l'absolutisme de Louis XIV, préparé par Richelieu, que Hacks voit un régime immensément progressiste à l'époque, car il tenait en échec l'aristocratie et encourageait la bourgeoisie. Pour une raison analogue, Hacks était partisan de Napoléon et du bonapartisme en général parce qu'il asseyait son pouvoir – non plus sur deux – mais sur trois classes, en les tenant en échec mutuellement, à savoir la noblesse en déclin, la bourgeoisie avide de pouvoir exclusif et le prolétariat qui commençait à se manifester. - En dehors de Voltaire, Hacks appréciait tout particulièrement Corneille, ainsi que Balzac et il aimait beaucoup lire les romans d'Alexandre Dumas père - pour l'art savant de leurs intrigues. Il était surtout plein d'admiration devant la tragédie classique française.

« La tragédie française est d'une incroyable supériorité artistique. »

— Hacks